# Jurrian van der Vaart
Jurrian van der Vaart (Almelo, 1985) is een Nederlandse golfer; hij is lid van Golfclub de Koepel en woonde in Hoofddorp tot hij in de Verenigde Staten ging studeren.

## Amateur
Van der Vaart heeft na zijn gymnasium vier jaar lang aan de Virginia Tech gestudeerd en combineerde dat met golf spelen voor de universiteit.
2008
Net terug uit de Verenigde Staten speelde Jurrian van der Vaart het Europees Amateur Kampioenschap op de Esbjerg Golf Club in Denemarken. Na twee rondes stond hij met 69-67 aan de leiding, op drie slagen gevolgd door Sean Einhaus uit Duitsland. Uiteindelijk werd het door een andere Duitser gewonnen: Stephan Gross Jr.. Richard Kind eindigde met -3 op de 2de plaats en Van der Vaart eindigde level par op een gedeelde 6de plaats.
2009
Seizoen 2009 begon met twee wedstrijden van de Hi5Pro Tour en het Portugees Amateur Kampioenschap. Hij had veel last van een polsblessure en werd daaraan geopereerd. Daarna moest hij oppassen dat zijn pols niet overbelast werd en mocht hij niet meer uren op de drivingrange ballen slaan. Volgens zijn coaches moest hij leren te vertrouwen op zijn gevoel, en niet meer zoveel nadruk leggen op de techniek. De omschakeling kostte hem moeite, maar het lukte.

In mei 2009 won hij het Nationaal Open op de Noordwijkse Golfclub met een score van 290 (+2). Hij stond vier dagen lang in de top-3. In augustus won hij het  NK Strokeplay op Golfclub De Hoge Kleij. 
Op de wereldranglijst voor amateurs stond hij als tweede Nederlander na Tim Sluiter maar met deze laatste overwinning is hij Sluiter voorbijgegaan en staat hij op de 70ste plaats. In Belek won hij daarna nog het Turks Amateur Kampioenschap, terwijl Marieke Nivard het dameskampioenschap won.
Van der Vaart heeft besloten in Amerika te blijven. Hij speelt in 2013 op de eGolf Professional Tour. Hij kwam over voor het KLM Open.

### Gewonnen
- 2009:  NK Strokeplay op Golfclub De Hoge Kleij, Turks Amateur Kampioenschap in Belek.

## Professional
Van der Vaart werd in december 2009 professional en het tiende lid van Golf Team Holland. Op de Tourschool won hij in Ribagolfe de eerste ronde, maar in de tweede ronde kwalificeerde hij zich niet voor de finale. 
In 2010 was hij de beste Nederlander op het KLM Open, waar hij met een score van -1 op de 47ste plaats eindigde. Hij speelde op de EPD Tour en won in zijn rookiejaar de Pfaffing Classic. Hierdoor steeg hij eind juli naar de 4de plaats van de rangorde. Aan het einde van het seizoen promoveren de top-5 naar de Challenge Tour.
In 2011 speelt hij op de Challenge Tour.

### Gewonnen
EPD Tour
- 2010: Pfaffing Golf Classic (-13)